# 阿莫爾戈斯島

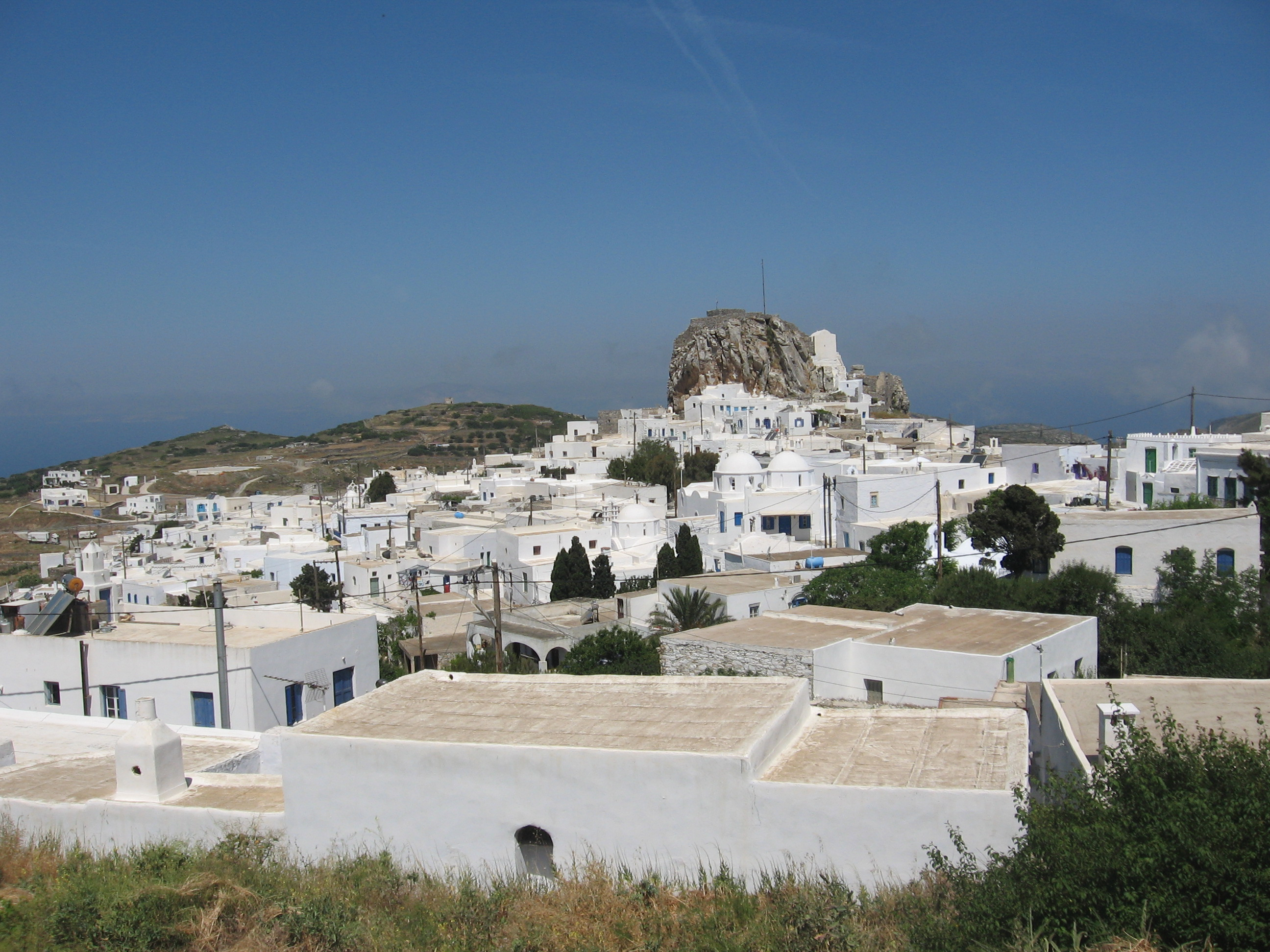
阿莫爾戈斯村

阿莫爾戈斯島（希臘語：Αμοργός）是希臘的島嶼，位於愛琴海，行政上隶属于南愛琴大區纳克索斯专区的阿莫爾戈斯市镇。距離納克索斯島約30公里，屬於基克拉澤斯群島的一部分，面積126.35平方公里，2001年人口1,859。

## 外部連結
- 阿莫尔戈斯市镇官方网站 （希臘語）